# Peter Handke
Peter Handke (Griffen, 1942. december 6. –) Irodalmi Nobel-díjas osztrák író és fordító.

## Élete
Anyja a karintiai szlovén származású Maria Handke, született Sivec (1920–1971), aki 1942-ben ismerkedett meg egy már nős férfival, a német banki alkalmazott Erich Schönemannal, aki Karintiában állomásozott német katonaként. Ő Peter Handke apja, anyja azonban még a gyermeke születése előtt feleségül ment az eredetileg berlini villamosvezetőhöz, katonához Adolf Bruno Handkéhoz († 1988). Peter Handke csak nagykorúsága után tudta meg, röviddel érettségi előtt, hogy ki az igazi apja. 
Katolikus gimnáziumba járt Tanzenbergbe, és 1961-ben érettségizett Klagenfurtban. Ezután Grazban járt egyetemre és jogot tanult, miközben csatlakozott egy új irodalmi körhöz, a „Grazer Gruppéhoz”. 1965-ben megszakította tanulmányait és azóta csak írással foglalkozik. 1973-ban Büchner-díjjal tüntették ki. Lakhelye többször változott: Ausztria, Németország és Franciaország. (1967–1970 Németország, 1971–1978 Franciaország, 1979–1987 Ausztria, 1990-től napjainkig újból Franciaország.)
Sprechstücke című munkájára hatott Brecht esztétikája, és az aktuális színházi irányzat, a dokumentumszínház ellen irányul. Peter Handke korai prózáit a nyelvvel szembeni bizalmatlanság jellemzi, példa erre a Kaspar – a cím egyben utalás a német nyelvterületen ismert talált gyerek Kaspar Hauser sorsára –, amelyben az egyes ember determináltságára és manipulálhatóságára világít rá. 
Korai prózájára jellemző a hagyományos tapasztalati világok kritikus megvilágítása, hisz azok is a nyelvben gyökereznek. De már következő elbeszélése Die Angst des Tormanns beim Elfmeter (A kapus félelme a tizenegyesnél) a folyamatosan reflektáló absztrakció helyett közeledett a hagyományos elbeszéléstípushoz – jelen esetben egy krimi stílusához. Der kurze Brief zum langen Abschied (Rövid levél hosszú búcsúzáshoz) című munkájában Handke az én, a világ és az önmegtalálás viszonyát feszegeti.
Évek óta súlyosan depressziós édesanyja 1971-ben öngyilkos lett, ezután keletkezett a Wunschlos Unglück (Rosszabbul nem is mehetne) című elbeszélése. Az önéletrajzi elemeket is tartalmazó történet egy szegény körülményekből fölemelkedni próbáló asszony életét meséli el, átszőve az író önmegfigyeléseivel írás közben. Bár Handke nem tekint írói munkásságának részeként erre az elbeszélésre, kritikusai stílusának fordulópontját látják. Lange Heimkehr (Hosszadalmas hazatérés) című tetralógiájában (Lange Heimkehr, Die Lehre der Sainte-Victoire, Kindergeschichte, Über die Dörfer) továbbra is az önmegtalálással foglalkozik, jellegzetessége a hangsúlyozottan magas irodalmi nyelvezet és a misztikus ábrázolás. Több regényének témája az írás, jellegzetes példa a Mein Jahr in der Niemandsbucht, amely a Mein Jahr in der Niemandsbucht című írás keletkezéséről szól.
Az egykori Jugoszlávia szétesését, valamint az 1999-es koszovói háborút érintő politikai állásfoglalását, illetve hozzáállását sokan igen keményen kritizálták.

## Fontosabb művei
- Die Hornissen, 1966
- Publikumsbeschimpfung und andere Sprechstücke, 1966
- Begrüßung des Aufsichtsrats, 1967
- Der Hausierer, 1967
- Kaspar 1968
- Prosa Gedichte Theaterstücke Hörspiel Aufsätze, 1969
- Die Innenwelt der Außenwelt der Innenwelt, 1969
- Der Ritt über den Bodensee, 1970
- Die Angst des Tormanns beim Elfmeter, 1970
- Hörspiele, 1970
- Chronik der laufenden Ereignisse, 1971
- Der kurze Brief zum langen Abschied, 1972
- Stücke I[-II], 1972[–73]
- Wunschloses Unglück, 1972
- Der Rand der Wörter. Erzählungen, Gedichte, Stücke, 1975
- Die Stunde der wahren Empfindung, 1975
- Die linkshändige Frau, 1976
- Das Gewicht der Welt. Ein Journal (November 1975 – März 1977)
- 1977 – Langsame Heimkehr, 1979
- Die Lehre der Sainte-Victoire, 1980
- Kindergeschichte, 1981
- Über die Dörfer. Dramatisches Gedicht, 1981
- Die Geschichte des Bleistifts, 1982
- Der Chinese des Schmerzes, 1983
- Phantasien der Wiederholung. Journal, 1983
- Gedicht an die Dauer, 1986
- Die Wiederholung, 1986
- Die Abwesenheit. Ein Märchen, 1987
- Nachmittag eines Schriftstellers, 1987
- Versuch über die Müdigkeit, 1989
- Versuch über die Jukebox, 1990
- Versuch über den geglückten Tag. Ein Wintertagtraum, 1991
- Die Stunde da wir nichts voneinander wußten, 1992
- Langsam im Schatten. Gesammelte Verzettelungen 1980–1992, 1992
- Theaterstücke, 1992
- Mein Jahr in der Niemandsbucht. Ein Märchen aus den neuen Zeiten, 1994
- Eine winterliche Reise zu den Flüssen Donau, Save, Morawa und Drina oder Gerechtigkeit für Serbien, 1996
- Sommerlicher Nachtrag zu einer winterlichen Reise, 1996
- In einer dunklen Nacht ging ich aus meinem stillen Haus, 1997
- Am Felsfenster morgens (und andere Ortszeiten 1982–1987), 1998
- Lucie im Wald mit den Dingsda, 1999
- Unter Tränen fragend. Nachträgliche Aufzeichnungen von zwei Jugoslawien-Durchquerungen im Krieg, März und April 1999, 2000
- Der Bildverlust oder Durch die Sierra de Gredos, 2002

### Magyarul
- Segélykiáltások; ford. Szeredás András, bev. Pályi András / Gyám akar lenni a kiskorú; ford. Saád Katalin; in: Színház, 1970/máj.[12]
- Kaspar; fordította:, utószó Eörsi István; Európa, Budapest, 1975 (Modern könyvtár)
- Vágy nélkül, boldogtalan; fordította: Bor Ambrus; Magvető, Budapest, 1979 (Rakéta Regénytár)
- A kapus félelme tizenegyesnél. Négy kisregény / A rövid levél és a hosszú búcsú / Az igaz érzés órája / A balkezes asszony; fordította: Gáli József, Györffy Miklós, Tandori Dezső; Európa, Budapest, 1979
- Gyerektörténet; fordította: Kopácsy Lívia; Magvető, Budapest, 1984 (Rakéta Regénytár)
- Az ismétlés; fordította: Tandori Dezső; Magvető, Budapest, 1990 (Világkönyvtár)
- Végre egy kínai. Regény; fordította: Györffy Miklós; Európa, Budapest, 1990
- Kísérlet a wurlitzerről. Elbeszélés; ford. Csordás Gábor; Typotex, Budapest, 2022
- Kísérlet a fáradtságról; ford. Csordás Gábor; Typotex, Budapest, 2022
- Kísérlet a sikerült napról. Egy téli nap álma; ford. Csordás Gábor; Typotex, Bp., 2023